# The Irresponsible Captain Tylor
«Самый безответственный человек в космосе» (яп. 宇宙一の無責任男 утю: ити но мусэкинин отоко, Uchuu Ichi no Musekinin Otoko) — серия лайт-новел, которая написана японским автором Хитоси Ёсиокой. По её мотивам был снят юмористический аниме-сериал The Irresponsible Captain Tylor (яп. 無責任艦長タイラー мусэкинин кантё: тайра:, «Безответственный капитан Тайлор») в жанре «космическая опера». Аниме включает 26 серий, а также сиквел в формате OVA из 10 серий. Премьера состоялась на телеканале TV Tokyo в январе 1993 года, сериал также транслировался в Латинской Америке по Magic Kids, в США по AZN Television. Также в издательстве Enterbrain была издана трёхтомная манга по мотивам «Тайлора».

## Сюжет
Сюжет повествует о приключениях молодого капитана Тайлора. В начале сюжета Тайлор поступает добровольцем в вооружённые силы и попадает в пенсионный отдел. Одновременно с этим Земля начинает войну с империей Раалгонов. Во время доставки пенсии отставному адмиралу Ханнэру, Тайлор спасает адмирала и его внучек от террористов, при этом нарушая все мыслимые правила. Благодаря своему поступку Тайлор был повышен до капитана. Однако адмирал Мифунэ, будучи в ужасе от отношения Тайлора к армейской дисциплине, назначил Тайлора капитаном «Соёкадзэ». Данный корабль был известен тем что ни один его капитан не смог удержаться на посту более трёх дней и, по замыслу Мифунэ, попав туда, Тайлор вскоре должен был потерять свою должность. Командование Тайлора, который безответственно относится к своим обязанностям и полностью игнорирует устав, приводит к бунту на корабле и захвату «Соёкадзэ» вражеским флотом. Однако в итоге Тайлор случайно уничтожает весь вражеский флот и возвращается с победой. По ходу развития сюжета как Мифунэ, так и армия Раалгона загоняют Тайлора в, на первый взгляд, безвыходные ситуации. Однако каждый раз невероятная удача Тайлора приводит его к очередной победе.

## Персонажи
Джасти Уэки Тайлор (яп. ジャスティ・ウエキ・タイラー少佐 Дзясути Уэки Таира:) — главный персонаж, капитан «Соёкадзэ». Абсолютно безответственен и ведёт себя как дурак. Однако, обладает везением позволяющим выкрутиться из любых ситуаций. Изначально команда относилась к нему отрицательно, но позднее он завоевал уважение корабля и все девушки «Соёкадзэ» влюблены в него.
Сэйю: Кодзи Цудзитани (1993), Койдэ Хикару (2017)